# Stare rany
Stare rany (tyt. oryg. Plagë të vjetra) – albański film fabularny z roku 1969 w reżyserii Dhimitra Anagnostiego.

## Opis fabuły
Gjini, stary góral przyjeżdża do szpitala w Tiranie, aby lekarze usunęli pocisk, który tkwi w jego ramieniu i jest pozostałością po obyczaju krwawej zemsty. Kiedy jednak dociera do niego, że operację przeprowadzi kobieta – dr Vera, Gjini odmawia poddania się zabiegowi, nie wierząc w umiejętności medyczne kobiety. W tym czasie Vera przeżywa osobisty dramat – jej mąż Naim pracujący w kopalni miedzi w Kurbnesh nie daje znaku życia.
Film realizowano w Tiranie i w Tropoji.

## Obsada
- Ndrek Luca jako Gjini
- Roza Anagnosti jako Vera
- Naim Frashëri jako Dr Pellumb
- Rikard Ljarja jako Naim
- Violeta Manushi jako matka Very
- Sandër Prosi jako ojciec Very
- Mark Topallaj jako Frrok
- Agim Shuke jako Bashkim
- Todi Thanasi jako Aredin, przedstawiciel ministerstwa
- Reshat Arbana jako pacjent
- Ndrek Shkjezi jako Llambi
- Bashkim Baholli
- Elpiniqi Bode
- Zejnulla Hatibi
- Saimir Kumbaro
- Teuta Rino
- Tonin Ujka
- Lec Vuksani